# 桐矢隆
桐矢隆（きりや たかし）は、日本のイラストレーター、原画家。

## 作品リスト

### ゲーム
- カヌチシリーズ
  - カヌチ 白き翼の章
  - カヌチ 黒き翼の章
  - カヌチ 二つの翼
- デス・コネクション
  - デス・コネクション　ポータブル
- マスケティア
- Confidential Money 〜300日で3000万ドル稼ぐ方法〜
- 転生絵巻伝　三国ヒーローズ（カードイラスト）
- 時空覇王伝 -The story of chrono heroes.-（カードイラスト）
- ギャングロード（カードイラスト）
- Shall we date?: My Fairy Talesシリーズ
- 幕末◆華夜の契り～月影の秘めごと～

### CDジャケット
- カヌチ -白き翼の章- オリジナルサウンドトラック
- カヌチ -二つの翼- ドラマCD
- デス・コネクション サウンドトラック
- デス・コネクション キャラクターソングアルバム
- マスケティア オリジナルサウンドトラック
- 官能昔話６ -戦国恋絵巻-
- Confidential Money～300日で3000万ドル稼ぐ方法～　主題歌シングル
- 背徳のヴィーナス～マルスとの大瀬～

### 小説挿絵･表紙絵
- シスター・ブラックシープシリーズ（喜多みどり著、角川ビーンズ文庫）
- 紅霞後宮物語シリーズ（雪村花菜著、富士見L文庫）
- 覇王（花衣沙久羅著、ジュエル文庫）
- 帝都千一夜 美男のシェヘラザード（三木笙子著、小学館文庫キャラブン!）

### 画集・ファンブック
- カヌチ 白き翼の章公式ビジュアルファンブック
- カヌチ 黒き翼の章公式ビジュアルファンブック
- デス・コネクション公式ビジュアルファンブック
- アレス25号（表紙イラスト）
- マスケティア公式ビジュアルファンブック
- コミックイラストレーションガイダンス！乙女の祈り編（メイキング）
- ILLUSTRATION 2013
- BOY MEETS...GRAPH

### 画集（同人誌）
- 柘榴の庭
- エーテル・オペラ
- Q
- R
- 未明の花
- 鳴綴屋幻想愛具型録
- 砂上のスレドニ・ヴァシュタール

## 外部サイト
- 鉄小鹿墓所